# Demofilo Fidani
Demofilo Fidani (* 8. Februar 1914 in Cagliari, Sardinien; † März 1994 in Rom) war ein italienischer Filmregisseur, Drehbuchautor, Schauspieler und Maler.

## Leben
Fidani wuchs in Sardinien auf besuchte nach Schulabschluss die Akademie der schönen Künste in Rom, wo er sich zunächst auf Malerei konzentrierte. 1941 debütierte er beim Film als Drehbuchassistent. Dies blieb zunächst eine Episode – für Filme war er vor allem als Ausstatter tätig –, bis er zu Beginn der 1960er Jahre für zahlreiche Filme schrieb und ab 1967 auch als Regisseur arbeitete. Fidani war spezialisiert auf Italo-Western und gilt als „Ed Wood des Spaghettiwestern“. Zu seinen Filmen schrieb er auch die Drehbücher und produzierte sie kostengünstig, die oftmals auf dem Gelände der Cave Films (Besitzer: Gordon Mitchell) gedreht wurden. In dreien seiner Filme ist er als Schauspieler zu sehen, ebenso wie in Mino Guerrinis Gangsterfilm Sicario 77 und in seiner Produktion Prega Dio… e scavati la fossa!. Neben seinen 14 Western drehte er Krimis, eine Tarzan-Parodie und Sexfilme.
1986 veröffentlichte er, der jahrelang als Medium wirkte, ein Buch über parapsychologische Phänomene; auch der Malerei widmete er sich immer wieder.
Bei vielen Fans genießt Fidani als der „Ed Wood des Italo-Western“ (Christian Keßler), als eine Art „Anti-Leone“, Kultstatus. Auch wollte er keine Kunstwerke (er)schaffen, sondern einfach nur Geld verdienen. Viele Szenen verwendete er doppelt (so besteht sein 1976er Film Der Pate der Bronx zu großen Teilen aus dem sieben Jahre zuvor entstandenen Sedia elettrica); in Western verlängern lange Einstellungen, in denen einfach nur geritten wird, die Spielzeit der übersichtlich erzählten Story.
„Stammschauspieler“ Fidanis waren u. a. Hunt Powers (= Jack Betts), Gordon Mitchell, Klaus Kinski, Jeff Cameron (= Giovanni Scarciofolo), Dennis Colt (= Benito Pacifico) und seine Tochter Simonetta Vitelli alias Simone Blondell; seine Frau Mila Vitelli (eigentlich Rosa Maria Valenza, † 2007) war immer als Ausstatterin und oftmals als Co-Autorin dabei.

## Bekannte Pseudonyme
Zu seinen „farbigen und mannigfaltigen Pseudonymen“ zählen: Slim Alone, Danilo Dani, Nedo De Fida, Miles Deem, Lucky Dickinson, Dino Fidani, Nedo Fidano, Dennis Ford, Sean O’Neal, Demos Philos und Dick Spitfire.

## Filmografie
Regie
- 1968: Bekreuzige Dich, Fremder (Straniero… fatti il segno della Croce!)
- 1968: Ed ora… raccomanda l’anima a Dio!
- 1969: Sartana – Im Schatten des Todes (Passa Sartana… è l’ombra della tua morte)
- 1969: Sedia elettrica
- 1969: Sie kamen zu viert um zu töten (…E vennere in quattro per uccidere Sartana)
- 1970: Quel maledetto giorno d’inverno
- 1970: Tote werfen keine Schatten (Inginocchiati straniero… i cadaveri non fanno ombra!)
- 1970: Django und Sartana kommen (Arrivano Django e Sartana… è la fine!)
- 1971: Era Sam Wallash… lo chiamavano “Così Sia”
- 1971: Für einen Sarg voller Dollars (Per una bara piena di dollari)
- 1971: Sein Name war Pot – aber sie nannten ihn Halleluja (Il suo nome er a Pot… ma… lo chiamavano Allegria)
- 1971: Adios Companeros (Giu la testa… hombre)
- 1971: Halleluja pfeift das Lied vom Sterben (Giù le mani… carogna)
- 1972: Karzan, il favoloso uomo della jungla
- 1972: A.A.A. Massaggiatrice bella presenza offresi…
- 1973: Colorado – Zwei Halunken im Goldrausch (Amico mio, frega tu… che frego io!)
- 1973: Der Pate der Bronx (La legge della camorra)
- 1975: Furia nera
- 1976: La professoressa di lingue
- 1976: Calde labbra

Produktion
- 1968: Prega Dio… e scavati la fossa!
- 1972: Arriva Eldorado (Scansati… a Trinità arriva Eldorado) (auch Drehbuch)